# Selbyville (Delaware)
Selbyville je gradić u američkoj saveznoj državi Delaver. Prema popisu stanovništva iz 2010. u njemu je živjelo 2.167 stanovnika.